# Dovydas Giedraitis
Dovydas Giedraitis (Vilnius, 17 agosto 2000) è un cestista lituano di formazione spagnola.

## Statistiche

### Eurolega
| Anno      | Squadra         | PG | PT | MP   | TC%  | 3P%  | TL%  | RP  | AP  | PRP | SP  | PP  |
| --------- | --------------- | -- | -- | ---- | ---- | ---- | ---- | --- | --- | --- | --- | --- |
| 2022-2023 | Žalgiris Kaunas | 16 | 4  | 9,1  | 42,9 | 14,3 | 100  | 0,5 | 0,6 | 0,5 | 0,0 | 2,1 |
| 2023-2024 | Žalgiris Kaunas | 30 | 19 | 16,6 | 39,8 | 42,6 | 92,3 | 1,0 | 1,0 | 1,1 | 0,0 | 4,8 |
| Carriera  | Carriera        | 46 | 23 | 14,0 | 40,5 | 36,8 | 92,9 | 0,8 | 0,9 | 0,9 | 0,0 | 3,9 |

## Palmarès
- Campionato lituano: 2

Žalgiris Kaunas: 2022-2023,  2024-2025
- Coppa di Lituania: 3

Žalgiris Kaunas: 2022-2023, 2023-2024, 2024-2025